# عبد الرضا عباس
عبدالرضا عباس محمد (1958-)، حارس مرمى كرة قدم كويتي سابق ومحلل رياضي في القنوات التلفزيونية، لعب في نادي العربي الكويتي بين 1973 - 1992 ومنتخب الكويت الوطني بين 1979 و1985.

## مسيرته
بدأ الحارس عبدالرضا عباس مسيرته الكروية في نادي العربي الكويتي عبر فريق الناشئين عام 1973 وكان وقتها يبلغ من عمر خمسة عشر عاما ، وتدرج في المراحل السنية حتي وصل الي الفريق الأول وأصبح الحارس الاساسي وبدأ بعدها في تحقيق الالقاب مع النادي وأولها تحقيق لقب الدوري الكويتي في موسم 1979 - 1980 والذي فاز به نادي العربي الكويتي بعد غياب 10 سنوات واستمر بعدها في تحقيق البطولات.
كما شارك أيضا في تحقيق عدة بطولات لفريقه وخلالها تناوب الحراسة مع الحارس الراحل سمير سعيد الذي حجز المكان الأساسي ولكن إصابة سمير سعيد الطويلة في بعض الأحيان مكنته من اللعب أساسيا وحقق مع نادي العربي بطولات الدوري والكأس وكأس الأندية الخليجية ، كما شارك لموسم واحد مع فريق المنامة البحريني عندما عاش في البحرين عدة أشهر إبان الغزو العراقي للكويت عام 1990، وشارك في الدوري البحريني.

## منتخب الكويت
بدأ مشواره مع منتخب الكويت الوطني في دورة الخليج الخامسة في بغداد 1979 وكان احتياطيا للحارس الاساسي جاسم بهمن ، وفي دورة الخليج السادسة في أبوظبي 1982 كان منتخب الكويت قد تأهل لكأس العالم في اسبانيا وفضل الاتحاد الكويتي لكرة القدم المشاركة بالصف الثاني مدعما ببعض النجوم، وفاز منتخب الكويت الوطني باللقب بجدارة ، وكان عبدالرضا عباس الحارس الأساسي.

## إعتزال اللعب
اعتزل الحارس عبدالرضا عباس عالم كرة القدم في موسم 1992 - 1993 بعد بطولة كاس الامير الكويتي ، وبعد اعتزاله إنتقل إلى المجال الإداري في النادي العربي حيث انتخب عضو مجلس ادارة للنادي ، كما تقلد رئيس اللجنة الرياضية بالنادي ، ويشغل حاليا عضو مجلس إدارة الهيئة العامة للرياضة الكويتية.

## كأس الخليج العربي 25
صرح في عام 2012 أنه في حال تمت إقامة بطولة كأس الخليج في البصرة سوف يأتي سيرا على الأقدام ، وقام بالانطلاق في يوم الثالث من يناير 2023 من منزله في منطقة الجابرية في الكويت متوجها إلى منفذ سفوان الحدودي ليدخل العراق سيرا على الأقدام".
وقال في تصريح صحفي : أنه يسعى من خلال هذا العمل إلى "إيصال رسالة رياضية إلى العالم ، يجسد فيها حب العراق والشعب العراقي الذي يعشق الرياضة ويتنفس كرة القدم ويستذكر تاريخ هذا البلد وحضارته ونبلائه وفرسانه وأنه قادر على لم الشمل واحتضان الأشقاء من خلال إقامة البطولات والمحافل الدولية الكبيرة".
وشدد على أن كأس الخليج العربي 25 دليل على أن العراق آمن والبصرة آمنة وسوف تكون هذه النسخة مميزة بتواجد الجميع وتضافر الجهود التي تمكنت من الإعداد لهذا الحدث الكبير بوقت قياسي".

## الحالة الاجتماعية
الحارس عبدالرضا عباس متزوج ولديه من الأبناء:
- صقر.
- حمد.
- عبدالعزيز.
- أفراح.